# Колективизация в България
Колективизацията в България е кампания от 1944 – 1959 година на тоталитарния комунистически режим в България за изземване на селскостопанските имоти от хората и предаването им на контролирани от държавната администрация Трудови кооперативни земеделски стопанства (ТКЗС).

## Предистория и начален етап
Колективизацията по съветски модел заема основно място в програмата и пропагандата на Българската комунистическа партия още през 30-те години, като още по това време тя организира няколко опита за създаване на наподобяващи колхозите сдружения.
След като идва на власт с Деветосептемврийския преврат през 1944 година партията разширява тази дейност и до 1948 година създава около 400 ТКЗС, обхващащи 8% от земеделските производители. Тяхната дейност е регламентирана с приета през април 1945 година Наредба-закон за ТКЗС. През този период членството в тях е доброволно, като участниците са главно комунисти или техни симпатизанти, но администрацията вече извършва неравностойни замени на поземлени имоти между ТКЗС и частни собственици.
През май правителството създава Централен междуведомствен съвет за ТКЗС, по чиято инициатива малко по-късно е взето решение за безплатно раздаване на държавни и общински терени за стопански дворове на ТКЗС, безплатното им обслужване от държавните ветеринарни и агрономически служби, продажба на по-ниски цени на държавни разплодни животни и сортови семена.
През този период правителството се въздържа от активно провеждане на колективизацията, опасявайки се от международни усложнения преди сключването на мирния договор и от силните опозиционни настроения, особено в селата, където Българският земеделски народен съюз – Никола Петков набира голяма популярност. В рамките на 1945 година броят на ТКЗС нараства от 110 на 382, но обхванатите земи са малко, тъй като техните членове рядко притежават съществено количество земя.
В края на 1946 година, след изборите за VI велико народно събрание правителството решава да активизира процеса на колективизация. В приетия по това време двугодишен стопански план се предвижда до края на 1948 година земите в ТКЗС да се удвоят до 4 милиона декара при 50 – 60 хиляди членуващи в тях домакинства. През февруари 1947 година е проведено пропагандно събрание, наречено Първа национална конференция на ТКЗС. В рамките на 1947 година броят на ТКЗС се увеличава от 480 на 549, а държавните заеми за тях – от 500 милиона на 1106 милиона лева. В ТКЗС членуват 4,4% от селските домакинства с 3,8% от обработваемата земя, 15% от която е обществена собственост.

## Първа масовизация
В началото на 1948 година, непосредствено след унищожаването на легалната опозиция и вълната на национализация на промишлеността, режимът започва кампания на „масовизация“ на колективизацията. През февруари е приет Закон за изкупуване на едрия земеделски инвентар от частните собственици, с който се национализира и предава на ТКЗС селскостопанската техника. През март ТКЗС са поставени под контрола на земеделското министерство и става задължително членовете им да внасят цялата си земя, добитък и инвентар. В края на годината е забранено отдаването под аренда на земеделски земи от частни лица.
Към края на първата масовизация мрежата от ТКЗС обхваща около 34% от земеделските земи в страната. Тя завършва през май на 1949 година с решение на ръководството на БКП, съгласувано със съветския диктатор Йосиф Сталин. Целта на временното отслабване на кампанията е да се укрепят създадените структури, както и опасенията от спадащото селскостопанско производство. Като част от мярката някои от нарядите са временно намалени, а част от изкупните цени на селскостопански продукти са увеличени.
Отслабеният натиск от страна на властите дава незабавни резултати – до края на годината са подадени над 60 хиляди жалби за заграбени от ТКЗС земи, а десетки хиляди членове на ТКЗС подават молби за напускане. Това бързо убеждава ръководството на БКП, че колективизацията може да се реализира само с постоянен и брутален натиск.

## Втора масовизация и селски бунтове
В началото на 1950 година правителството подготвя нова масовизация, поставяйки си за цел колективизацията на половината земеделски земи, което трябва да се постигне с ново увеличение на нарядите, особено на мляко и вълна. Режимът прибягва до крайни мерки, като изискването на наряд от мляко дори от яловите крави и воловете – така след национализацията на тракторите, той се опитва да лиши селяните и от работни животни. През март е поставен максимум на земите за лично ползване (в зависимост от района 2 до 5 декара, включително двора на къщата) и притежаваните животни (1 впрегатно животно, но не вол, 1 крава, биволица или коза, 5 овце) от членовете на ТКЗС, а изплащаните им ренти са намалени до 30% от печалбата, като е обявена възможността за пълното им премахване в бъдеще. ТКЗС са извадени от системата на Централния кооперативен съюз окончателно поставени под контрола на Министерството на земеделието.
Мерките на правителството дават резултат и до края на годината 50% от селяните са включени в ТКЗС, но още през лятото в много села в Оряховско, Врачанско, Пловдивско и Асеновградско започват безредици, които са разпръснати с оръжие. През зимата на 1950 – 1951 година в селата в много райони настъпва масов глад.
През март 1951 година правителството обявява ново прекъсване на процеса, прехвърляйки вината за „извращенията на партийната политика“ отделни местни функционери. Това поставя началото на нова вълна селски бунтове, обхванали десетки села в Пловдивско, Асеновградско, Плевенско и най-вече Кулско и Видинско, където хората масово напускат ТКЗС, прибирайки си обратно заграбените животни и инвентар. За потушаване на безредиците в района е изпратен отговорния за селското стопанство секретар на Централния комитет на БКП Тодор Живков. При последвалите репресии към 3 500 души от региона са изпратени в затвора, а други 3 500 са интернирани в други части на страната. Въпреки това ликвидираните ТКЗС не са незабавно възстановени и масовизацията е прекратена в цялата страна.
Кулските бунтове стряскат ръководството на БКП, което обвинява за тях „вражеска дейност“ на местните партийни ръководители. Целите ръководства на околийските комитети в Кула и Видин са отстранени, а някои техни членове дори са съдени и изпратени в затвора. Отстранен от постовете и арестуван за известно време е и членът на Политбюро и земеделски министър Титко Черноколев.
Колективизацията се превръща и в основния стимул за масовото изселване на турци от България през 1950 – 1951 година, при което около 150 хиляди души напускат страната.

## Завършване на процеса
Селските бунтове от пролетта на 1951 година довеждат до продължително прекъсване на масовата колективизация, като режимът се ориентира към „задържане на завоювания рубеж“. Въпреки това натискът върху частните земеделци се засилва, увеличават се нарядите, изкупните цени на много хранителни продукти са намалени наполовина, нарастват замените на частни земи с по-лошокачествени терени на ТКЗС. До известно намаление на нарядите се стига при относителната обща либерализация, последвала смъртта на Йосиф Сталин през март 1953 година.
Последната кампания за масовизация на колективизацията започва в началото на 1956 година по нареждане на новия съветски диктатор Никита Хрушчов и освен България обхваща повечето източноевропейски страни. Тя включва методите за натиск от предходните периоди, като са добавени и някои стимули за селяните – земята за лично ползване е освободена от наряди и е въведена т.нар. земеделска пенсия. Тези мерки смекчават съпротивата и до началото на 1959 година колективизацията обхваща цялата страна, като последни са засегнати отдалечените планински селища. Процесът съвпада и с масовото обезлюдяване на планинските райони.

## Средства за натиск
При провеждането на колективизацията комунистическият режим използва различни средства за натиск, които като цяло дискриминират частните земеделски производители и привилегироват ТКЗС и техните членове.
Основният инструмент за провеждане на колективизацията е системата на нарядите – задължителни държавни доставки на земеделски продукти на цени 3 до 4 пъти по-ниски от реалните. Нарядите са въведени като временна мярка по време на Втората световна война, но комунистическият режим ги запазва и разширява, като системата достига своя класически вид след ликвидирането на опозицията през есента на 1947 година.
Въведеният през 1947 режим предвижда изземване на всички зърнени храни, с изключение на ограничени дажби. За да се избегне укриване, хората са принудени да извършват вършитбата на общ за селото харман. През следващите години в нарядите се включват все повече земеделски продукти – от фасул и картофи до сено, кожи и вълна. Начинът на събиране на нарядите дава възможност за широк произвол на местната номенклатура. По съвременни оценки чрез нарядите се изземват между 50% и 70% от продукцията на земеделските стопанства. Същевременно членовете на ТКЗС са освободени не само от нарядите, но почти изцяло и от подоходен данък, с който са обложени само приходите от т.нар. земи за лично ползване.
Като средство за ефективно налагане на нарядите се използват т.нар. посевни планове – определени от администрацията задължителни площи, засяти с определени култури. Те се определят често произволно, като противници на режима получават по-големи планове. Административно определените планове довеждат и до изчезване на местни сортове и култури и замяната им с непригодни са природните условия.
Останалите им след предаването на нарядите продукти земеделските производители могат да продават, като официално това става при определени от държавата максимални цени, по-високи от нарядните, но често производителите са принудени да извършват и този род продажби. Тази система на регулирани цени създава значителен нелегален черен пазар, който обаче е толериран от властите, тъй като често селяните купуват по този начин дължимите си наряди, за да избегнат по-тежки санкции. Прилаганата до началото на 50-те години купонна система също дискриминира селяните, като определяните от нея дажби от основни стоки са неколкократно по-високи за хората в градовете.
Друго средство за натиск за принуждаване на хората да се включат в ТКЗС е прякото психологическо или физическо насилие, които са част от начина на функциониране на целия тоталитарен режим. Особено ефективно средство са налаганите от властите ограничения върху достъпа до образование и професионалното развитие на децата на земеделски производители, отказващи да станат членове на ТКЗС. В много случаи се прибягва до систематични побои, арести, изселвания и показни съдебни процеси.